# Cingulum
Con il termine di cingulum viene definito in latino la cintura. Questo termine ha una accezione civile.
In antichità il cingulum poteva essere realizzato in cuoio o in fibra tessile a seconda degli usi e delle possibilità.
Nelle culture antiche, coloro che non portavano la tunica cinta, erano oggetto di scandalo o derisione. L'essere discinto (senza cinta), infatti, era prerogativa di prostitute o disgraziati.
In ambito militare, il cingulum era detto specificatamente cingulum militare o più propriamente balteus, per via del fatto che era in origine atto a sostenere oggetti quali il gladio o il pugio.